# Parogovia gabonica
Parogovia gabonica is een hooiwagen uit de familie Neogoveidae.